# Milton Ager
Milton Ager (Chicago, 6 ottobre 1893 – 6 maggio 1979) è stato un compositore statunitense.
Nel 1922 sposò la critica cinematografica Cecelia Rubinstein. 

## Brani musicali principali
- "Rockaway Hunt Fox Trot" (1915)
- "Erin Is Calling" (1916)
- "Tom, Dick and Harry and Jack" (1917)
- "Everything is Peaches Down in Georgia" (1918), con George W. Meyer
- "France We Have Not Forgotten You" (1918)
- "Anything is Nice" (1919)
- "Freckles" (1919)
- "There's a Lot of Blue-Eyed Marys Down in Maryland" (1919)
- "A Young Man's Fancy" (1920)
- "I'm Nobody's Baby" (1920)
- "Lovin' Sam" (1920)
- "Who Cares?" (1920)
- "Stay Away From Louisville Lou" (1923)
- "Hard Hearted Hannah (The Vamp of Savannah)" (1924)
- "I Wonder What's Become of Sally" (1924)
- "Big Bad Bill (Is Sweet William Now)" (1924)
- "I Certainly Could" (1926)
- "Hard-To-Get Gertie" (1926)
- "Ain't She Sweet" (1927)
- "Vo-Do-De-O" (1927)
- "I Still Love You" (1928)
- "If You Don't Love Me" (1928)
- "Oh Baby" (1928)
- "Glad Rag Doll" (1928)
- "Happy Days Are Here Again" (1929)
- "I May Be Wrong" (1929)
- "Happy Feet" (1930)
- "Some Day We'll Meet Again" (1932)
- "Trust in Me" (1937)